# Новокульшаріпово
Новокульшарі́пово (рос. Новокульшарипово) — село у складі Асекеєвського району Оренбурзької області, Росія.

## Населення
Населення — 192 особи (2010; 193 у 2002).
Національний склад (станом на 2002 рік):
- татари — 98 %